# Miniscia decapita
Miniscia decapita är en insektsart som beskrevs av Medler 1991. Miniscia decapita ingår i släktet Miniscia och familjen Flatidae. Inga underarter finns listade i Catalogue of Life.